# 陕北革命根据地
陕北革命根据地，是在中共陕北特委领导下在陕西省北部逐步建立的根据地，根据地区域包括：延长、延川、安定、安塞、清涧、米脂、横山、绥德、佳县、吴堡、神木、府谷、靖边等县大部或一部。在今延安市、榆林市境。
1935年，在刘志丹、謝子長的领导下，西北红军攻占安定县、延长县、延川县、安塞县、靖边县、保安县六座县城，使陕北根据地与陕甘边根据地连成一体，形成陕甘根据地。